# Magija
Magija (укр. Магія) — восьмий студійний альбом сербської співачки Єлени Карлеуші, випущений 20 лютого 2002 року на лейблі City Records. На альбомі міститься десять пісень, більшість з яких є кавер-версіями, сербський текст до яких написала Марина Туцакович, аранжуваннями займалися Марко Перунічич і Небойша Арежина. Альбом був записаний в Сербії в період з червня по грудень 2004 року, продюсером виступив Ательє Траг.
Пісня «Moli me» була записана в дуеті зі співаком Маркусом, саме з нею Єлена боролася за право представляти Сербію і Чорногорію на «Євробаченні» 2004, але програла Желько Йоксимовичу.
На дві пісні з альбому були зняті відеокліпи, причому обидва викликали суспільний резонанс. У відеокліпі «Upravo ostavljena» Єлена була розіп'ята на хресті, а в «Slatka mala» знялися драг-квін. І хоча обидві пісні були популярні, представники релігійних організацій обрушилися з критикою на співачку.

## Список композицій
| #     | Назва                                                   | Автор                                      | {{{extra_column}}} | Тривалість |
| ----- | ------------------------------------------------------- | ------------------------------------------ | ------------------ | ---------- |
| 1.    | «Slatka mala»                                           | Marina Tucaković Pavel Esenin              | Atelje Trag        | 3:23       |
| 2.    | «Magija»                                                | Tucaković Francis Maggiulli Patrice Guirao | Atelje Trag        | 4:26       |
| 3.    | «Nisi u pravu»                                          | Tucaković Sotis Volanis                    | Atelje Trag        | 3:24       |
| 4.    | «Da te nisam prevarila»                                 | Tucaković Marko Perunčić Nebojša Arežina   | Atelje Trag        | 3:05       |
| 5.    | «Ne smem da se... (zaljubim u tebe)» (feat. Saša Matić) | Tucaković Goran Ratković                   | Atelje Trag        | 3:41       |
| 6.    | «Upravo ostavljena»                                     | Tucaković Alexandros Vourazelis            | Atelje Trag        | 3:44       |
| 7.    | «Ide maca oko tebe»                                     | Tucaković Alexandros Tarverdian            | Atelje Trag        | 4:21       |
| 8.    | «Krađa»                                                 | Tucaković Amr Diab Amr Mostafa             | Atelje Trag        | 3:44       |
| 9.    | «Sve je dozvoljeno»                                     | Tucaković Kyriakos Papadopoulos            | Atelje Trag        | 3:28       |
| 10.   | «Moli me» (feat. Marcus)                                | Tucaković Perunčić Arežina                 | Atelje Trag        | 3:00       |
| 35:40 |                                                         |                                            |                    |            |

Семпли
- «Slatka mala» містить семпл з пісні «Арабика» гурту Hi-Fi (1999).
- «Magija» містить семпл з пісні «Truly [Emet]» Іштар (2003).
- «Nisi u pravu» містить семпл з пісні «Poso Mou Leipei» Сотіса Воланіса (2002).
- «Upravo ostavljena» містить семпл з пісні «S’Agapo» Маріанты Піеридіс (2002).
- «Ide maca oko tebe» містить семпл з пісні «Katse Kala» Єлени Папарізу (2004).
- «Krađa» містить семпл з пісні «El-Alim Allah» Амра Діаба (2000).
- «Sve je dozvoljeno» містить семпл з пісні «Gia Sena» Джіаніса Тассіуса (2002).